# 坪井智哉
坪井 智哉（つぼい ともちか、1974年2月19日 - ）は、東京都江東区出身の元プロ野球選手（外野手、左投左打）、コーチ、監督、野球解説者。

## 経歴

### プロ入り前
幼少期は愛知県名古屋市、大阪府三島郡島本町で過ごした。父は元プロ野球選手で内野手の坪井新三郎（中日、太平洋-クラウン）。
プロ野球選手の息子という環境もあり、幼少時代はボールやグラブ、カラーバットが遊び道具だったため自然に野球を始めていた。父親が右投右打で、親戚にも左利きがいなかったため、当初は「自分も右利きだろう」と勘違いしていた。ところが、右で取り組んだ野球のセンスは皆無であり、あるとき父親から「オマエの一番投げやすい方法で投げてみろ」と指摘される。その際とっさに投げたのが左だったことから、自身が左利きであること初めて知ることとなった。
坪井は小学生時にKKコンビに憧れ、自身もPL学園へ進学。PL学園では1年生の秋から外野手としてベンチ入りする。その後投手として活躍するも、自身の在学中に甲子園出場はなかった。坪井の2学年上には野々垣武志、1学年上には入来祐作、1学年下には今岡誠、2学年下には松井稼頭央が在籍。
高校卒業後は青山学院大学に進学（2学年上に小久保裕紀、同級生に川越英隆、1学年下に井口資仁、澤崎俊和、2学年下に高須洋介などが所属）。1993年に小久保裕紀らを擁して春季1部リーグを制し、全日本大学野球選手権大会に優勝、大学野球日本一を果たした。東都大学リーグ通算86試合出場、286打数70安打、打率.245、7本塁打、47打点を記録。大学時代に切り替えた振り子打法に手応えを感じ、1995年秋季リーグにてチームメイトの高須洋介に次ぐ打率.409（リーグ2位）を記録し、ベストナインに選出された。この秋は明治神宮大会で準優勝。
同年のドラフトでは指名されず、大学卒業後は社会人野球の強豪である東芝へ就職（東芝での背番号は24）。おもに1番打者として活躍し、第51回東京スポニチ大会にて打率.476を記録し、新人賞を獲得。都市対抗野球では2年連続ベスト8。第23回社会人野球日本選手権大会は、チームが準決勝で敗退するも坪井は14打数9安打、打率.634を記録して首位打者賞ならびに大会優秀選手賞（外野手部門）に選出された。1996年暮れには社会人ベストナインも獲得。翌1997年の第24回社会人野球日本選手権大会では準決勝で三菱重工神戸に敗れるが、2年連続で大会優秀選手賞（外野手部門）に選出される。同年、1997年アジア野球選手権大会で日本代表に選ばれた（上原浩治・建山義紀・福留孝介・二岡智宏らも選出）。
1997年度プロ野球ドラフト会議にて阪神タイガースから4位指名を受ける。契約金8000万円、年俸1200万円で契約合意した。

### 阪神時代
1998年（1年目）、吉田義男監督の下、1月28日の一・二軍振り分けでは新人選手唯一となる一軍参加となった。キャンプ・オープン戦で結果を残し開幕一軍を勝ち取った。
開幕の外野陣は、パウエル（レフト）・新庄剛志（センター）・桧山進次郎（ライト）であり、4月前半は代打、守備固めの起用に留まった。その後、パウエルと平塚克洋の故障により、4月19日には1番ライトでプロ初スタメンを果たす。パウエル復帰後の5月前半はスタメンから外れるが、桧山の不振を受け5月20日からスタメン復帰し、定着後はセンターやレフトで出場。7月4日の広島東洋カープ戦（広島市民）にて、1回表に紀藤真琴から左中間へプロ初本塁打となる初回先頭打者ランニング本塁打を放つ。プロ初本塁打がランニング本塁打は2リーグ制以後、武上四郎・緒方耕一に次いで史上3人目。初回先頭打者ランニング本塁打は史上5人目となり、新人では史上初の快挙であった。7月19日以降は1番・ライトに完全定着。8月27日規定打席へ到達し、打率.318でリーグ3位となり、9月になると更に打率を上げた。横浜の鈴木尚典、広島の前田智徳、坪井の3人が打率.330近くを記録する熾烈な首位打者争いを繰り広げた（最終的には打率.337を記録した鈴木が首位打者となった、坪井は打率.327でセ・リーグ3位）。同年に記録した135安打は、1948年の後藤次男の記録（129安打）を更新する球団史上新人最多安打記録となった。なお、同年には10試合連続安打も記録したが、阪神の新人選手における10試合以上安打は球団史上初だった。また、球団新人最多（当時）となる11度の猛打賞を記録。シーズン打率.327は、1950年以降に始まった2リーグ分立後の新人最高打率（セ・リーグ歴代1位）である。くわえて、両リーグの規定打席到達者71人のうち、坪井のみ併殺打0であった。規定打席に到達した新人選手の併殺打0はNPB史上初である。1998年は坪井以外も新人選手の活躍が著しく、川上憲伸、高橋由伸、小林幹英らによる新人王争いが激化したシーズンだった。最優秀新人は川上憲伸が受賞したが、坪井ら3名は新人王に値する活躍をしたと認められ、高橋、小林とともに連盟の特別表彰を受けた。
1999年、新監督に就任した野村克也の下、巨人との開幕戦では1番センターのスタメンを勝ち取るが、開幕から18打席連続ノーヒットと不振に陥る。5月以降は1試合4安打を6度記録するなど、徐々に調子を取り戻していった。最終的に新人から2年連続3割となる打率.304を記録（新人から2年連続打率3割達成は史上4人目の記録。ほかは長嶋茂雄、横田真之、高橋由伸）。得点圏打率は.343と1番打者として打線を牽引し、自己最多となる161安打を放った。守備でも活躍が光りセ・リーグトップとなる11補殺をマーク。
2000年、前半好調を維持し打率3割を記録。監督推薦枠でのオールスター初出場を果たした。オールスター戦では石井貴から本塁打を放ち優秀選手に選ばれている。シーズンでは新人から3年連続となる打率3割達成を期待されたが、厳しい内角攻めで死球に繋がったり左肘の故障など、オールスター以降に調子を落とす。シーズン打率は.272となり新人から3年連続打率3割には至らなかった。なお、セ・リーグ打者最多となる12死球を記録している。仮に3年連続打率3割以上ならば、1960年の長嶋茂雄以来の快挙であった（長嶋は新人である1958年から1961年まで4年連続3割を記録しており、4年間で3年連続首位打者）。同年オフ、痛めた左肘の手術を受けた。
2001年、開幕から新人の赤星憲広が大活躍し、濱中治の台頭や桧山進次郎が復調。くわえて、前年オフに手術した左肘の悪化や極度のスランプ、度重なるけがにより、出場機会が激減。以降はけがに悩まされるシーズンが続く。スランプ時には打撃フォームを改造し、極端なオープンスタンスや振り子打法を封印するなど試行錯誤を重ねたが結果を残せなかった。また、プロ入り初となる規定打席未到達となった。
2002年、外野手のレギュラー候補に名を連ね、新監督の星野仙一から「今年は坪井の復活に期待してほしい」と嘱望されていた。しかし、5月に内野ゴロで一塁ベースを踏んだ際に足を捻挫し、そのまま一軍登録抹消となった。回復が遅いことから再診断した結果、剥離骨折と判明し、シーズンのほとんどを二軍（ウエスタン・リーグ）で過ごす。シーズン終了後、野口寿浩との交換トレードにより日本ハムファイターズへ移籍。球団は、トレード要員であることを本人に伝えておらず、報道後に「テレビで見たと思うけど…」と電話で通告している。坪井は「トレードの話は家にいるときにたまたまテレビで流れててびっくりした」と移籍後に語っている。
当時の人気選手だった坪井のトレードに球団首脳は渋い表情だったが星野監督は「金本が入って（坪井の）出場機会が減る。坪井の野球人生にとってもいい話」、「（交換相手の）野口は、どうしても欲しかった。矢野がけがをしても困らないためにな。彼が入ったことで、矢野も『負けるわけにはいかない』と刺激になるだろう」と坪井と野口のトレードを成立させた。

### 日本ハム時代
2003年、6番ライトで開幕スタメンを果たす。しかし、4月当初は森本稀哲、エンジェル・エチェバリア、島田一輝、西浦克拓らの併用もあり、スタメン起用は少なかった。その後、西浦の一塁手起用や、森本の打撃不振により、右翼手のレギュラーを勝ち取る。阪神時代の巧みな打撃が復調し、前半戦終了時点でパ・リーグ2位の打率.355（251打数89安打）を記録。ファン投票外野手部門3位で通算2度目のオールスター出場を果たす。オールスター後も打撃が絶好調で、8月中旬までチームメイトである小笠原道大と激しい首位打者争いを演じる。9月に入ると前年の骨折で痛めた足首痛が再発し、9月の月間打率は1割台と調子を落とした。最終的には、新人時代の記録（打率.327）を更新し、自己最高となる打率.330（盗塁数も自己最高を更新）で復活を果たした。阪神入団1年目（1998年）が打率.327、日本ハム入団1年目（2003年）は打率.330を記録し、プロ野球史上初となる両リーグ入団1年目でシーズン打率3割越えを達成（2023年現在も達成者は坪井のみ）。
2004年、3月27日の対大阪近鉄バファローズ戦（大阪ドーム）にて1番打者としてスタメン出場。岩隈久志から中越え二塁打を放ち、日本ハム北海道移転後のチーム公式戦初安打となる。2番・SHINJO（新庄剛志）が送りバントで進め、3番・小笠原道大の内野ゴロでホームに還り、北海道移転後のチーム公式戦初得点も記録。6月に入るまでは3割以上の打率をキープしたが、結膜炎などでスタメンを外れると6月〜7月で月間打率2割前後まで落ち込み、規定打席を割ってしまう。後半に復帰するも2年連続打率3割は達成できなかった。結果的に病気に泣かされたが自己最多の11本塁打をマーク。9月20日の福岡ダイエーホークス戦（札幌ドーム）は、プロ野球再編問題から発展した日本初のプロ野球ストライキ明けの初戦となった。試合前、SHINJO（新庄剛志）発案による「一昨日、昨日と試合できなくてゴメンJoy」と称したパフォーマンスに参加。チームメイトの外野手5名が『秘密戦隊ゴレンジャー』の仮面を被り、シートノックを受けた（アカレンジャー：森本稀哲、アオレンジャー：島田一輝、キレンジャー：新庄剛志、モモレンジャー：石本努、ミドレンジャー：坪井）。
2005年、ヤクルトスワローズからFA宣言した稲葉篤紀が、海外移籍を断念し日本ハムへ入団。外野手争いが熾烈となる。相手チームの先発が左投手の際にスタメンを外れるようになったが、対左の成績は58打数18安打、打率.310を記録。交流戦では調子を落とすが、7月〜9月に復調する。特に9月は41打数18安打で打率.439、規定打席未到達ながらチーム唯一の打率3割を記録した（本塁打は自己最高の11本）。守備では、パ・リーグ2位となる11補殺を記録するなど攻守での活躍が光った。株式会社スーパーエージェントとマネジメント契約。
2006年、オープン戦での故障に加え、坐骨神経痛を発症。4〜5月は1打席も立てず、シーズンを通してほとんどプレーできない日が続いた。8月6日の対西武ライオンズ戦にて、左中間に飛んだ打球をダイビングキャッチで捕球を試みるが、捕れずにそのまま地面に叩きつけられてしまう。このとき右肩を負傷（のち骨折と判明）し、一軍登録を抹消。シーズン終了後にはトレード要員となるが、高年俸（当時の推定年俸9000万）やけががちなどの理由でトレードがまとまらず、最終的に戦力外通告を受けた。現役続行を希望し、12球団合同トライアウトを2度受験したが契約には至らなかった。その後、アメリカ行きを決意しチームの調査をするなか、12月27日、大幅減俸（推定9000万円から2000万円）の末に日本ハムと異例となる再契約を結んだ(再入団の背景には同年のドラフトで指名した長野久義外野手の入団拒否も遠因にある)。
2007年、7番レフトで開幕スタメンを果たす。前半戦は打率3割以上と好調を維持し、おもに左翼手としてスタメンで活躍。交流戦以降は工藤隆人の台頭もあり、終盤のスタメン出場は減少するも、代打成績は17打数7安打、打率.421と結果を残した。最終的に100試合に出場し、選手生命の危機から復活を果たす。規定打席未到達ながら打率.283と、大事な場面での勝負強さを発揮した。同年はプロ入り初のサヨナラ安打を記録している。
2008年、悩まされていた坐骨神経痛の影響により年間通してほとんど打席に立てない状況が続く。26試合の出場に終わるが、クライマックスシリーズ第1ステージの2戦目にて稲葉篤紀の代わりにスタメン起用され、1試合4安打を放つなど存在感を見せた。
2009年、スタメン起用は減少したが、開幕から左の代打の切り札として地位を確立。パ・リーグ最多となる55回の代打起用、49打数15安打8打点で代打打率.306を記録。
2010年、稲葉・糸井・森本・陽岱鋼らによって外野起用がほぼ固定され、出場機会を求めて一塁手の練習にも取り組んだ。なお、同ポジションについては、「大学時代に1イニング守ったぐらいしか経験がない」と語っていた。試合では稲葉が一塁へコンバートされたこともあり、一軍での一塁手起用はなかったが、本職である外野と並行し練習を続けていた。
序盤は代打として打率3割をキープ。3月22日の福岡ソフトバンクホークス戦では二岡智宏の代打として登場し、久米勇紀から右翼線への2点適時二塁打を放つ。この試合にて、史上434人目となるプロ入り通算1000試合出場を果たした。その後は、肉離れや坐骨神経痛の再発などで出場機会が激減。中盤に一軍登録を抹消され、二軍では打率.341と結果を残すも、なかなか一軍に呼ばれなかった。二軍では数試合ながら一塁手としてスタメン出場している。終盤には再び一軍へ昇格するも、そのタイミングで翌年は構想外であると球団から通告されていた。翌年は日本ハムのユニフォームを着てプレーできないと知りながら出場していたことになるが、昇格後はヒットを1本も打てていない。
同年10月2日、球団は2度目の戦力外通告と併せて二軍打撃コーチ就任を要請。しかし、残り26本に迫った通算1000本安打の達成を目指していること、坐骨神経痛や肉離れなど、これまで苦しんできたけがが治ったことで現役続行できるという本人の強い気持ちから、球団が坪井の意思を尊重するかたちで退団が決まった。ただし、「今回は2006年のときのような再契約はしない」と球団から通告されている。また退団会見では、親交のあるイチローへ「（現役続行は）アホな選択だったかな?」とメールしたことを明かし、イチローからの「けがが治って自分の力を試したいと思うのは当然」という返信が、現役続行への後押しになったと語ってる。

### オリックス時代
2011年1月17日、かねてから獲得報道のあったオリックス・バファローズが入団を発表。1年契約で、背番号は00。岡田彰布監督は「（二軍監督時代に）阪神で一緒に戦った選手やし、数字以外の目に見えない力もプラスになる」と、若手選手への模範となる期待も込めた獲得と語った。

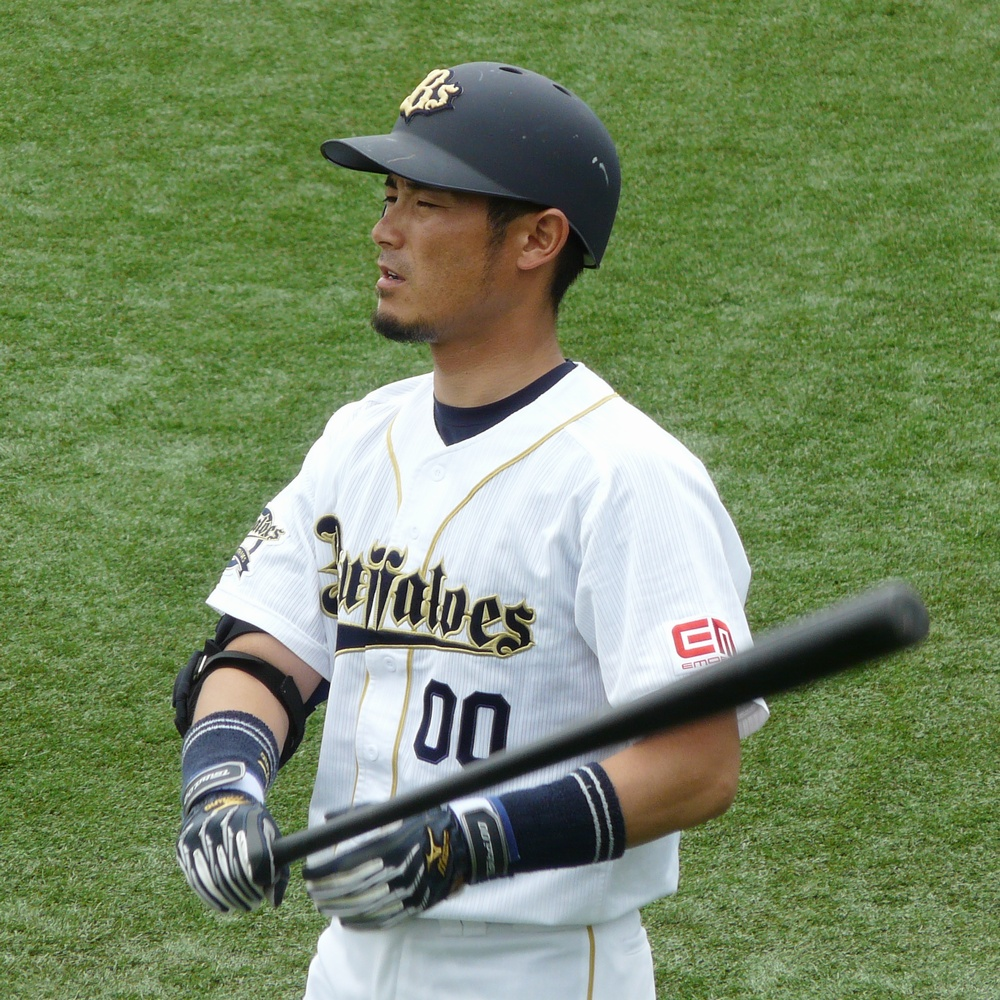
オリックス時代
（2011年6月25日 神戸総合運動公園サブ球場にて）

ほっともっとフィールド神戸（オリックスの準本拠地）での新入団における取材にて「岡田監督の目指す野球にできるだけ貢献できるように自分のプレーをしたい」と話している。2011年開幕当初から調子が上がらず二軍生活が続くも、6月28日に一軍登録される。同日の埼玉西武ライオンズ戦で代打出場し、移籍後初打席にて初安打・初打点となる中越え適時二塁打を記録。しかし、7月4日にチーム事情から一軍登録を抹消されて以降、昇格することなくシーズンが終了。一軍では3試合の出場にとどまり8打数2安打だった。10月9日、球団から戦力外通告を受けるが、坪井は現役続行を希望しトレーニングを継続。日本球団からは声が掛からず、2012年から米独立リーグに参戦。2014年8月14日、日本球界へ復帰することなく現役引退を発表したため、一軍最終出場は2011年6月30日付となっている。

### 独立リーグ時代
2012年、アメリカ・アリゾナ州で行われるウィンターリーグへ特別招待選手として参加。ノース・アメリカン・リーグに加盟するチコ・アウトローズに所属し、リーグ打撃成績で打率.483（リーグ2位）の好成績を残す。公式戦終了後はアメリカでトレーニングを続け、3月7日に日本へ帰国。自身の公式ブログにて、アメリカの独立リーグ数球団から獲得の誘いがあったことを明かした。5月中旬、ノース・アメリカン・リーグのサンラファエル・パシフィックスでプレーするため渡米。パシフィックスでは、おもに2番でスタメン出場したが、7月4日の試合中に打球をダイビングチャッチした際に左肩を捻挫し、7月7日解雇される。その後トライアウトを受け、8月7日、独立リーグ・アメリカン・アソシエーションのゲーリー・サウスショア・レイルキャッツへの入団決定を発表。しかし、チーム方針転換のため10日に解雇されてしまう。同月中にノース・アメリカン・リーグのリオグランデバレー・ホワイトウィングスに所属し、8月14日の試合から出場。2012年シーズン終了後は所属先未定となったが、2013年もアメリカにて現役続行すべくリハビリを続けると公式ブログで表明。
2013年6月からユナイテッドリーグ・ベースボールのエディンバーグ・ロードランナーズでプレーすることが決まる。だが同月27日、ハムストリングを痛め解雇された。
2014年、アトランティックリーグのランカスター・バーンストーマーズでプレーすることで大筋合意。当該リーグは米国・独立リーグの中でもっともメジャーに近く、渡辺俊介（元ロッテ）や梶本勇介（元オリックス）も同リーグに所属していた。開幕から1、2番打者としてスタメン出場し結果も残した。しかし、ある試合で一塁へ出塁した際、偽装スタートを何度か試みたところ「打者が集中できないから走る格好などするな」と怒りを買い、出場選手登録を抹消された。また、ランカスターは球団が選手に対し、地元の民家へホームステイする形で住居を用意していたが、坪井には当初からホームステイ先が与えられなかった。そのため、住居が定まるまでのあいだ自費でホテル暮らしをしたり、同情したチームメイトのホームステイ先へ転がり込んでいたことが監督に見つかり家を追い出されるといった苦労を経験した。
同年8月14日、現役引退を発表。引退に際し「他のチームでプレーすることも考えたが、このリーグが独立リーグの中で一番レベルが高く、ここよりレベルを落としたチームでプレーしても上（メジャー）へ上がれる可能性はない。その可能性がなくなって（試合にも）使われないなら、もう野球をやる意味がない。ここまで甘えさせてもらった家族の生活もある。（辞めることに）後悔はない。」と語った。翌日には、自身のブログにて現役引退に伴う記事を投稿。坪井の引退について和田豊監督は「野武士のような感じで、（元広島）前田みたいなタイプだった。とことん突き詰めていってね。最初はイチローと比較されるのを嫌がっていたけどね」と振り返った。坪井の1年後（1999年）にプロ入りした福原忍は「ニュースで知りました。僕もお世話になったので寂しいですね。やりきったんだとは思いますけれど」など古巣である阪神の関係者らが新聞へコメントを発表。そのほか、現役時代の元同僚や後輩からメールが届き、栗山英樹や谷繁元信、中畑清らから、「お疲れ様」「辛かっただろ」と労いの言葉をかけてもらっている。現役時代まったく接点のなかった巨人の原辰徳監督からは、「坪井くん！キミは本当に野球が好きなんだね！そういう人材は野球界の宝だ、君の経験を還元していかなければいけないよ」と声を掛けられたと語っている。

### 引退後
引退発表後は、古巣である阪神タイガースや北海道日本ハムファイターズの公式戦を中心に野球解説者として活動。2014年9月11日には阪神の本拠地である甲子園球場のマウンドで始球式を務めた。
2014年10月31日、自身の公式ブログおよびX（旧ツイッター）にて、2015年より横浜DeNAベイスターズの一軍打撃コーチ補佐に就任することを発表。背番号は日本ハム時代に着けた7にちなみ77が用意された。アレックス・ラミレス監督となった2016年も継続して打撃コーチを務めた。ラミレスは坪井のコーチとしての手腕を「特に左打者には準備をしっかりさせてくれている」と評価している。のちに一軍打撃コーチとして選手を指導。2021年10月29日、自身の公式インスタグラムにて同年限りでの退任を発表した。
DeNA退団後は「ゆっくり外から野球を見るつもりだった」が、2022年より始動する独立リーグ・北海道フロンティアリーグの石狩レッドフェニックスの老田よし枝球団代表より要請を受け、2022年2月17日、同球団の初代監督への就任が発表された。背番号はDeNA時代と変わらず77。初年度はリーグ戦1位ながら、チャンピオンシップ（2位と対戦、アドバンテージ1勝あり）にて2位の士別サムライブレイズに敗れリーグ優勝を逃した。2023年もリーグ戦1位を勝ち取り、チャンピオンシップでは前年の雪辱を果たしてリーグ優勝を達成。チームとして初となるグランドチャンピオンシップには「北海道のリーグがレベルが低いと言われる中でも勝てるチームをつくってきた」という自負を持って臨んだ。初戦は愛媛マンダリンパイレーツ（四国アイランドリーグplus）に1-4で惜敗したが「奮闘が光った」と評された。シーズン終了後の10月22日に留任が発表された。2024年もリーグ戦1位を達成し、リーグチャンピオンシップも制して2連覇を成し遂げた。前年に続いて出場したグランドチャンピオンシップは、初戦の準々決勝で栃木ゴールデンブレーブス（ベースボール・チャレンジ・リーグ、開催県枠での出場）に1点差で惜敗し、初勝利はならなかった。シーズン終了後の11月10日に同年シーズンをもって退任することが発表された。
石狩監督時代は、その傍らでSTVラジオの野球解説者としても活動していた。
2024年11月11日、東京ヤクルトスワローズのコーチに就任することが発表された。役職は二軍打撃コーチで、背番号は87。

## 選手としての特徴
左右に打ち分けるセンスを持ち、バットコントロールが優れている。
入団1年目の活躍はめざましく、長年阪神の球団新人記録を多く保持、および保持していた。
- 新人最多連続試合安打：10試合（2001年に赤星憲広が更新）
- 新人最多猛打賞：11回（2016年に髙山俊が更新）
- 新人最多安打：135安打（2016年に髙山が更新し、髙山の記録を2019年に近本光司が更新）
- 新人最多マルチヒット：40回（2019年に近本が更新）
- 新人最高打率：.327（現在も坪井が保持）

阪神1年目で.327、日本ハムで.330の打率を残したが、規定打席に到達したシーズンは4回（1998年、1999年、2000年、2003年）。

### 振り子打法
青山学院時代、阪神入団時のような振り子打法に切り替えた。当時の監督である河原井正雄は、「坪井はインコースの球に差し込まれるケースが多かった。本人は否定していたが、それを克服しようと試行錯誤し、たどり着いたのが少し体を開いた状態で打つようになったフォーム（振り子打法）だった」と語っている。
坪井が振り子打法に切り替えたのは大学3年時で、当時は佐々木誠のように足を大きく上げ、タイミングを取るスタイルだったが、変化球に弱く三振が多いことに悩んでいた。打撃で悩んでいた同時期にイチローが振り子打法で大ブレイクするのを見て、「変化球に対応するには、あの打法がええんちゃうの？」と振り子打法を真似したのが始まりだった。しかし「ただ単にイチローの振り子打法を真似しても試合で打てないから、自分なりにアレンジし、少しずつ試合で打てるようになった」と現役引退後に述べている。

## 人物
東芝時代、練習では金属バットではなく木製バットを使っていた。当時の社会人野球は高校野球と同様、公式試合では金属バットだった（現在は木製バット）。坪井は「プロを目指していたので、僕は木製バットで練習をやっていました。東芝の監督やコーチにも金属バットで練習しろといわれたけど、生意気いわせてもらって木で練習していました。金属バットは軽いし飛ぶし、バットを振り回してしまうんですよね」と語っている。
私生活では食事を徹底管理していた。「大好きなものが体にすごく悪かったり、大嫌いなものが体にめちゃめちゃ良かったり。栄養士の先生に教えてもらいながら嫌々、食べたこともあります。妻と“三人四脚”でやってきて、今の自分があると思っているので、そのことに関しては胸を張りたい」 と話している。
幼少時代からドラフト会議で指名されて喜んでいる選手をテレビで観ては、「これからが大変なのに、あんなに喜んでいる場合じゃないぞ」と父親に言われて育ってきたため、ドラフト指名されたときは、「あぁ、これから大変だなと思った記憶しかないんです。全然、喜ぶ気にはなれませんでした。特に社会人（東芝）からの入団だけに、即戦力として求められている。ずっと東芝にいれば一生安泰だろうけど、プロは3年やってダメならクビだろうなという気持ちにしかなれなかったですね。」と語っている。
坪井の長男（坪井洸之介）は父に憧れ、野球を始めた当初は右打ちだったが左打ちに変更している。その後、父親が叶えられなかった甲子園出場を目指し、創志学園高等学校の硬式野球部に入部したが、3年間で甲子園出場は果たせなかった。プロ志望届も提出せず、創志学園卒業後は中央大学へスポーツ推薦により入学。
阪神時代はメディアの人間を寄せ付けない空気を出していた。本人は「僕は弱い人間なので、活字になったモノを目にしてしまうと、人より落ち込み度が高いと思う。自分を守るために本音は言いませんでした」とのこと。その空気を変えたのが阪神時代のチームメイトで、2004年に日本ハムへ移籍してきた新庄剛志だった。坪井は新庄のパフォーマンスに参加するようになってから殻を破れたと話す。「自分の殻に閉じこもって、ただ野球をやっているだけじゃダメだって、いつも言われていましたし、球団も“ファンサービス・ファースト”というチームカラーでしたからね」と話している。
大のコーヒー党。札幌市に本社を置く財務コンサルタント事業を行う株式会社グーゲンのラジオ番組（地域FM局にて、現在は放送終了）への出演をきっかけに、石狩市の徳光珈琲とグーゲンの共同計画による「§坪井珈琲§」（2種）をネットやグーゲン本社にて販売している。
2007年1月5日、ドキュメンタリー番組『プロ野球戦力外通告・クビを宣告された男達』（TBSテレビ）にて、日本ハムの解雇後、再雇用されるまでのいきさつが紹介された。同番組のラストでは、日本ハムとの再契約における記者会見にて「もう這い上がるしかないですから」と意気込みを語っている。
札幌ドームの上層部の人物から『坪井選手の野球に取り組んでる姿が好きです。いつでも施設を使ってください』とメッセージをもらい、「野球バカでも、一生懸命やってたらこうやって助けてくれる人がいるんだなぁ〜、と当時しみじみ想い、感動したことを思い出させてくれる。」と自身のブログで語っている。
現役引退後、週刊ベースボールのインタビューにて「今まで対戦したなかでNo.1の投手は？」という質問に、「松坂大輔や金子千尋など素晴らしい投手はたくさんいたが、特に斉藤和巳は負けない投手で、彼の背中から炎が見えるようだった」「マウンド上に立っている斉藤は背後に何かが見える感じ」「彼がどのような気持ちで投げていたか分からないですけど、すごく伝わるものがありました。あんなにマウンド上で大きく、近く感じた投手はいません。」「味方が点を取らなくても、自分が点を取られない。0対0の試合展開でも、最終的に1対0で勝つ。特に沢村賞を獲得したシーズンは凄かったですね。」と答えている。また、自身のブログでも「No.1投手は斉藤和巳」と述べている。
前述のとおり、2016年に髙山俊が新人シーズン最多安打を塗り替えたが、坪井は自身の135安打が当時の球団新人記録だと認識していなかった。髙山がヒットを重ね、坪井の球団記録に近づいたという報道が相次いだことで知ったという。また坪井は髙山について、「高山を初めて見た時『1年目から3割打てる選手』と思った。それくらいの力がある。阪神はヨソと違って重圧がすごい。その中での好成績だから胸を張っていい」とも語っている。
野球では左投左打であったが、箸は右手で持つ。

### 交友
新庄剛志、入来祐作、稲葉篤紀、イチローとは特に懇意にしている。メジャーリーグからNPBへ復帰する新庄が、日本ハムに入団する決め手のひとつとして「（日本ハムには）全く知らない選手ばかりいる中で、阪神時代からの仲である坪井がいたことが大きかった」と心境を明かした。坪井は「新庄さんとまた野球ができることは本当に嬉しいですよ」と語っている。2006年の日本シリーズでは、チームが日本一となり、ベンチから飛び出した選手たちがマウンドのマイケル中村を囲み歓喜していた。そんな中、坪井はマウンドを通り過ぎ外野へと向かい森本稀哲と抱き合ったあと、ひとり泣きながらベンチへゆっくり戻る新庄のもとへ駆け寄り抱き合った。また、新庄がプロ野球選手として現役復帰を目指した2020年には、合同トライアウトに向けた試合形式での練習に参加し、新庄へバッティングのアドバイスをしている。
阪神時代には今岡誠とも親交が深かった（PL学園時代の後輩だが、プロでは今岡が先輩）。
入来祐作は、PL学園時代の寮における同室者だった（当時のPL学園野球部は先輩との相部屋が決まり）。坪井はプロ入り後、「（練習が厳しくて）もし、入来さんが同室じゃなかったらどうなっていたか分からない」と語っている。また、坪井が2006年オフに戦力外通告を受け、2度目のトライアウトに向けトレーニングするなか、打撃投手としてサポートするなど親交は深い。高校時には「坪井は実の弟よりかわいい奴だよ」と知人に語っていたらしく当時から坪井の面倒を見ていた。
稲葉篤紀とは、大学時代に共通の友人を通じて面識を持った。当時アマチュアだった坪井が、プロ入り後の稲葉へ「実は（稲葉さんの）バットが欲しいんですけど・・・」と電話連絡した際、電話をとった稲葉の第一声が「おう、ツボ、どうした？」だった。この応対に感銘を受けた坪井は「そういう反応で電話を取ってくれるプロ野球選手がいるんだな、と思ったのは今でも覚えています。人との壁がない。いい人というイメージしかないですね」と稲葉の人柄を現役引退後に語っている。2005年、稲葉の日本ハム移籍時には「ようこそ！」と入団を歓迎した。オリックスを戦力外となった坪井は、米独立リーグへ挑戦することを稲葉へ報告し、2014年限りで現役引退を決めたときには稲葉から連絡がきたという。稲葉の現役引退発表時には、彼の膝が悪いことを知っていた坪井が、「体をいたわってゆっくり休んでください」「長い間、お疲れさまでした」とメールしている。稲葉の引退については「『たとえ膝が悪くて守備ができなくても、代打一本、もしくはDHだったらまだまだできるんじゃないか』という思いが半分、もう半分は『そういえば、全力疾走ができなくなったら辞める時だと言っていたなぁ』という思いでした。半分半分です。でもまぁ、体の痛みを我慢しながらやっていたと思うので、僕からは『お疲れさま』としか言えないですね」と語っている。

### イチローとの関係
愛工大名電高校に入学した知人から「鈴木っていうすごいやつがいる」という話を聞きイチローの存在を知る。一方のイチローも、坪井の知人から「PL学園に坪井ってやつがいるよ」という話を聞いており、直接の接点はなかったが高校時代から互いに認識していた。1998年、入団1年目の坪井はオープン戦に向けウォーミングアップをしていた。それを見た福本豊（当時の阪神打撃コーチ）が、偶然近くにいたイチローに「同じ左バッターの新人だからいろいろ教えてやってくれ」と坪井を紹介。その後、食事に行こうという話になり連絡先を交換したことで交流が始まる。坪井の第一印象を聞かれたイチローは「僕と同じように足上げて打ってて、『俺（坪井）の方が先だ』っていう話が出回って、『コイツふざけんな』って」と語っており、あまり良いイメージを持っていなかった。しかし、坪井と食事をともにし、直接会話することで「好奇心が大きな人」という印象に変わっていった。
その後も親睦を深め、2001年のオフシーズンからは毎年1月ごろスカイマークスタジアム（現ほっともっとフィールド神戸）にて合同自主トレをする仲となる。これは、坪井が日本ハムやオリックスへの移籍後にも続いた。イチローは、戦力外通告（2006・2010年の日本ハム、2011年のオリックス）を受けながらも、現役にこだわりトレーニングを続けた坪井をメールで励ましている。2011年、オリックスへの入団に伴う取材対応（ほっともっとフィールド神戸にて）を予定した坪井に合わせ、イチローも自主トレを行った。このときイチローは「背番号51をつけてほしかったね」と、坪井のオリックス入団を祝福。「アイツ（坪井）は野球が大好き。そういう選手が現役でプレーできる立場をつかんだわけだから、その事実がよかった」と語っている。
坪井はイチローを「野球生活の中で一番影響を受けた人物」とした。引退を決断したときに家族を除き最初に報告したのはイチローだったという。引退会見では「3.4時間ずっとしゃべってました。相談ではなく引退の報告というか、意志を伝えにいきました。野球人生の中で、一番影響を受けた人物ですし、尊敬している。イチローは独立リーグの環境の悪さとか、びっくりしていました」と語った。
坪井自身から現役引退の旨を聞いたイチローは、「技術を突き詰めていく、自分の能力の行けるところまで、っていうのは（坪井から）常に感じていた。それはいくつになってもそう、今年もそうだった。野球が好き、と言っても、子供の、リトルリーグのそういう感覚じゃない。ストレスがないものではない」と坪井の野球への姿勢に共感すると同時に、「（坪井は）好きで野球をやっている。それ（引退）を決めるのが大変なタイプ」、「けがで（十分に）やれなかったのは残念」と語った。坪井自身も「できるなら10年、20年、30年野球を続けたい。今でも野球は大好き」と引退会見にて未練をのぞかせた。
2018年、イチローのマリナーズ復帰が決定したときには祝福メールを送り、今もオフには熱い談議を交わす仲である。同年5月3日、イチローがマリナーズと「スペシャルアシスタントアドバイザー（会長付特別補佐）」契約を結ぶ。あわせて、2018年の残り試合は選手として出場しないことを発表し、半永久的にマリナーズに留まることとなった。これについて坪井は「僕はプレーヤーとしての彼を見ていたいので、応援するというスタンスに変わりはない」、「映像を見ていてもまだできると思う。単純にプレーしている姿を見たいし応援したい」と語った。
イチローが、2019年3月21日をもって現役引退すると発表。それを受けた坪井は、「僕の野球人生に凄く影響を与えてくれた人」「ただただ驚いている。50歳までできると思っていた。毎年一緒に練習をしていて、今も勉強のために自主トレを見させてもらっている。動きは変わらないし、まだできると思っている。春先が悪いのはいつものことだから心配していなかった」とコメントし、突然の引退発表に驚いていた。
また打撃コーチ就任後には、コーチングへのアドバイスがあったことも明かし、「45歳であれだけ動けるのは驚異でしかない。打席に立てばまた打ち出すんじゃないかって期待もある。でも彼が決めたことだから」とイチローの現役引退を惜しんだ。阪神タイガースの若手時代から近くでイチローの姿を見てきた坪井は、「友達であり、野球選手として付き合ってきた。いろいろなことを考えていて私生活も全て野球に捧げてきた人」と彼の現役時代を振り返った。同年3月20日、マリナーズの開幕戦（東京ドーム）に駆けつけ「国民的ヒーローなんだとあらためて感じた。昨夜の会見も全て見たけどさすがですね」と敬意を表した。

## 詳細情報

### 年度別打撃成績
| 年 度      | 球 団      | 試 合 | 打 席 | 打 数 | 得 点 | 安 打 | 二 塁 打 | 三 塁 打 | 本 塁 打 | 塁 打 | 打 点 | 盗 塁 | 盗 塁 死 | 犠 打 | 犠 飛 | 四 球 | 敬 遠 | 死 球 | 三 振 | 併 殺 打 | 打 率 | 出 塁 率 | 長 打 率 | O P S |
| ---------- | ---------- | ----- | ----- | ----- | ----- | ----- | -------- | -------- | -------- | ----- | ----- | ----- | -------- | ----- | ----- | ----- | ----- | ----- | ----- | -------- | ----- | -------- | -------- | ----- |
| 1998       | 阪神       | 123   | 455   | 413   | 63    | 135   | 26       | 2        | 2        | 171   | 21    | 7     | 5        | 3     | 1     | 32    | 0     | 6     | 80    | 0        | .327  | .383     | .414     | .797  |
| 1999       | 阪神       | 134   | 583   | 530   | 75    | 161   | 30       | 1        | 5        | 208   | 43    | 6     | 10       | 1     | 2     | 43    | 1     | 7     | 90    | 5        | .304  | .363     | .392     | .755  |
| 2000       | 阪神       | 128   | 546   | 489   | 49    | 133   | 14       | 4        | 4        | 167   | 32    | 6     | 6        | 4     | 3     | 38    | 1     | 12    | 83    | 3        | .272  | .338     | .342     | .679  |
| 2001       | 阪神       | 43    | 142   | 128   | 12    | 28    | 7        | 2        | 2        | 45    | 11    | 1     | 1        | 2     | 1     | 10    | 1     | 1     | 30    | 1        | .219  | .279     | .352     | .630  |
| 2002       | 阪神       | 24    | 76    | 68    | 8     | 17    | 3        | 0        | 1        | 23    | 6     | 1     | 0        | 3     | 0     | 4     | 2     | 1     | 19    | 2        | .250  | .301     | .338     | .640  |
| 2003       | 日本ハム   | 123   | 500   | 443   | 70    | 146   | 26       | 3        | 5        | 193   | 40    | 13    | 5        | 5     | 0     | 46    | 2     | 6     | 79    | 10       | .330  | .400     | .436     | .836  |
| 2004       | 日本ハム   | 89    | 409   | 359   | 53    | 102   | 23       | 2        | 11       | 162   | 43    | 4     | 6        | 4     | 3     | 35    | 0     | 8     | 64    | 8        | .284  | .358     | .451     | .809  |
| 2005       | 日本ハム   | 98    | 349   | 314   | 39    | 97    | 10       | 1        | 2        | 115   | 19    | 5     | 3        | 3     | 1     | 26    | 3     | 5     | 54    | 0        | .309  | .370     | .366     | .736  |
| 2006       | 日本ハム   | 25    | 50    | 47    | 4     | 9     | 2        | 0        | 0        | 11    | 1     | 0     | 0        | 1     | 0     | 2     | 0     | 0     | 10    | 1        | .191  | .224     | .234     | .459  |
| 2007       | 日本ハム   | 100   | 309   | 276   | 26    | 78    | 7        | 2        | 0        | 89    | 23    | 6     | 2        | 10    | 1     | 17    | 0     | 5     | 53    | 3        | .283  | .334     | .322     | .657  |
| 2008       | 日本ハム   | 26    | 53    | 50    | 2     | 11    | 2        | 0        | 0        | 13    | 1     | 0     | 0        | 1     | 0     | 1     | 0     | 1     | 7     | 0        | .220  | .250     | .260     | .510  |
| 2009       | 日本ハム   | 84    | 156   | 146   | 13    | 39    | 8        | 0        | 0        | 47    | 15    | 0     | 0        | 2     | 2     | 5     | 1     | 1     | 23    | 4        | .267  | .292     | .322     | .614  |
| 2010       | 日本ハム   | 36    | 86    | 77    | 7     | 18    | 3        | 1        | 0        | 23    | 9     | 1     | 0        | 2     | 0     | 4     | 0     | 3     | 19    | 0        | .234  | .298     | .299     | .597  |
| 2011       | オリックス | 3     | 8     | 8     | 0     | 2     | 1        | 0        | 0        | 3     | 1     | 0     | 0        | 0     | 0     | 0     | 0     | 0     | 2     | 0        | .250  | .250     | .375     | .625  |
| 通算：14年 | 通算：14年 | 1036  | 3722  | 3348  | 421   | 976   | 162      | 18       | 32       | 1270  | 265   | 50    | 38       | 41    | 14    | 263   | 11    | 56    | 613   | 37       | .292  | .352     | .379     | .731  |

- 各年度の太字はリーグ最高

### 年度別打撃成績所属リーグ内順位
| 年 度 | 年 齢 | リ ｜ グ   | 打 率 | 安 打 | 二 塁 打 | 三 塁 打 | 本 塁 打 | 打 点 | 盗 塁 | 出 塁 率 |
| ----- | ----- | ---------- | ----- | ----- | -------- | -------- | -------- | ----- | ----- | -------- |
| 1998  | 24    | セ・リーグ | 3位   | -     | 8位      | -        | -        | -     | -     | 7位      |
| 1999  | 25    | セ・リーグ | 8位   | 5位   | 6位      | -        | -        | -     | -     | -        |
| 2000  | 26    | セ・リーグ | -     | -     | -        | 4位      | -        | -     | -     | -        |
| 2001  | 27    | セ・リーグ | -     | -     | -        | -        | -        | -     | -     | -        |
| 2002  | 28    | セ・リーグ | -     | -     | -        | -        | -        | -     | -     | -        |
| 2003  | 29    | パ・リーグ | 7位   | -     | -        | 8位      | -        | -     | 7位   | 7位      |
| 2004  | 30    | パ・リーグ | -     | -     | -        | -        | -        | -     | -     | -        |
| 2005  | 31    | パ・リーグ | -     | -     | -        | -        | -        | -     | -     | -        |
| 2006  | 32    | パ・リーグ | -     | -     | -        | -        | -        | -     | -     | -        |
| 2007  | 32    | パ・リーグ | -     | -     | -        | -        | -        | -     | -     | -        |
| 2008  | 33    | パ・リーグ | -     | -     | -        | -        | -        | -     | -     | -        |
| 2009  | 34    | パ・リーグ | -     | -     | -        | -        | -        | -     | -     | -        |
| 2010  | 35    | パ・リーグ | -     | -     | -        | -        | -        | -     | -     | -        |
| 2011  | 36    | パ・リーグ | -     | -     | -        | -        | -        | -     | -     | -        |

- -は10位未満（規定打席未到達のシーズンはすべて-と表記）[92]

### 年度別守備成績
| 年 度 | 球 団    | 外野  | 外野  | 外野  | 外野  | 外野  | 外野     |
| 年 度 | 球 団    | 試 合 | 刺 殺 | 補 殺 | 失 策 | 併 殺 | 守 備 率 |
| ----- | -------- | ----- | ----- | ----- | ----- | ----- | -------- |
| 1998  | 阪神     | 105   | 213   | 6     | 4     | 1     | .982     |
| 1999  | 阪神     | 133   | 226   | 11    | 5     | 2     | .979     |
| 2000  | 阪神     | 122   | 181   | 7     | 3     | 2     | .984     |
| 2001  | 阪神     | 32    | 42    | 2     | 1     | 0     | .978     |
| 2002  | 阪神     | 17    | 21    | 0     | 0     | 0     | 1.000    |
| 2003  | 日本ハム | 108   | 199   | 6     | 4     | 1     | .981     |
| 2004  | 日本ハム | 87    | 145   | 5     | 1     | 1     | .993     |
| 2005  | 日本ハム | 91    | 149   | 11    | 2     | 0     | .988     |
| 2006  | 日本ハム | 13    | 17    | 0     | 0     | 0     | 1.000    |
| 2007  | 日本ハム | 80    | 126   | 4     | 0     | 2     | 1.000    |
| 2008  | 日本ハム | 9     | 6     | 0     | 0     | 0     | 1.000    |
| 2009  | 日本ハム | 36    | 47    | 4     | 1     | 0     | .981     |
| 2010  | 日本ハム | 4     | 0     | 0     | 0     | 0     | .---     |
| 通算  | 通算     | 837   | 1372  | 56    | 21    | 9     | .986     |

- 各年度の太字はリーグ外野手最高

### 表彰
NPB
- セ・リーグ連盟特別表彰：1回（新人特別賞：1998年）
- JA全農Go・Go賞：1回（最多二・三塁打賞：1998年8月）
- オールスターゲーム優秀選手賞：1回（2000年第2戦）
- サンスポMVP大賞：1回（1998年[93]）

### 記録

#### NPB
初記録
- 初出場：1998年4月3日、対横浜ベイスターズ1回戦（横浜スタジアム）、8回表に竹内昌也の代打として出場
- 初打席：同上、8回表に川村丈夫から中飛
- 初安打：1998年4月11日、対広島東洋カープ2回戦（阪神甲子園球場）、5回裏に紀藤真琴から左翼線二塁打
- 初先発出場：1998年4月15日、対ヤクルトスワローズ1回戦（阪神甲子園球場）、1番・右翼手として先発出場
- 初打点：同上、8回裏に伊東昭光から
- 初盗塁：1998年4月24日、対読売ジャイアンツ3回戦（阪神甲子園球場）、3回裏に二盗（投手：桑田真澄、捕手：吉原孝介）
- 初本塁打：1998年7月4日、対広島東洋カープ12回戦（広島市民球場）、1回表に紀藤真琴から左中間へランニング本塁打

節目の記録
- 1000試合出場：2010年3月22日、対福岡ソフトバンクホークス3回戦（札幌ドーム）、8回裏に二岡智宏の代打として出場、久米勇紀から右翼線へ2点適時二塁打 ※史上434人目

その他の記録
- プロ初本塁打がランニング本塁打：達成日等は上記「初本塁打」の項を参照 ※2リーグ制以後3人目（過去の達成者は武上四郎・緒方耕一、後に水田圭介・内村賢介などがいる）
- 初回先頭打者ランニング本塁打：達成日等は上記「初本塁打」の項を参照 ※史上5人目（新人では史上初）
- 規定打席以上で併殺打0：1998年達成 ※史上9人目（1997年の武藤孝司以来の記録。阪神の選手としては1953年の金田正泰、1969年の藤田平に次ぎ3人目。規定打席到達の新人が併殺打0は史上初）
- セ・パ両リーグ1年目で規定打席に到達し打率3割以上：セで1998年に打率.327、パで2003年に打率.330を記録し達成 ※史上初
- 新人から2年連続で打率3割以上：1999年達成 ※史上4人目（過去の達成者は長嶋茂雄・横田真之・高橋由伸）
- セ・パ両リーグの2リーグ制（1950年より始まる）分立後の新人最高打率.327：1998年達成。（1リーグ制だった1949年以前を含めると、新人最高打率は1946年に打率.341を記録したグレートリングの田川豊である）
- セ・リーグ歴代新人最高打率.327：1998年達成
- 外野手最多補殺：1回（1999年：11）
- オールスターゲーム出場：2回（2000年、2003年）

### 背番号
- 32（1998年 - 2002年）
- 7（2003年 - 2010年）
- 00（2011年）
- 1（2012年）
- 39（2013年）
- 24（2014年）
- 77（2015年 - 2024年）
- 87（2025年 - ）

### 登場曲
- ウィル・スミス 『Wild Wild West（英語版）』[94]
- ウルフルズ 『情熱 A GO-GO』
- 爆風スランプ 『旅人よ 〜The Longest Journey』
- SLIM THUG ft.Yelawolf 『I Run』